# چن هونگ‌شو

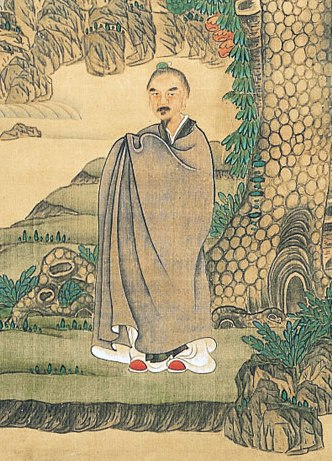
خودنگارۀ چن هونگ‌شو، ۱۶۳۵

چن هونگ‌شو (چینی ساده: 陈洪绶، چینی سنتی: 陳洪綬، پین‌یین: Chén Hóngshòu، وید جایلز: Ch'en Hung-shou) (۱۵۹۸ تا ۱۶۵۲)، نقاش چینی در اواخر دودمان مینگ بود.

## نگارخانه

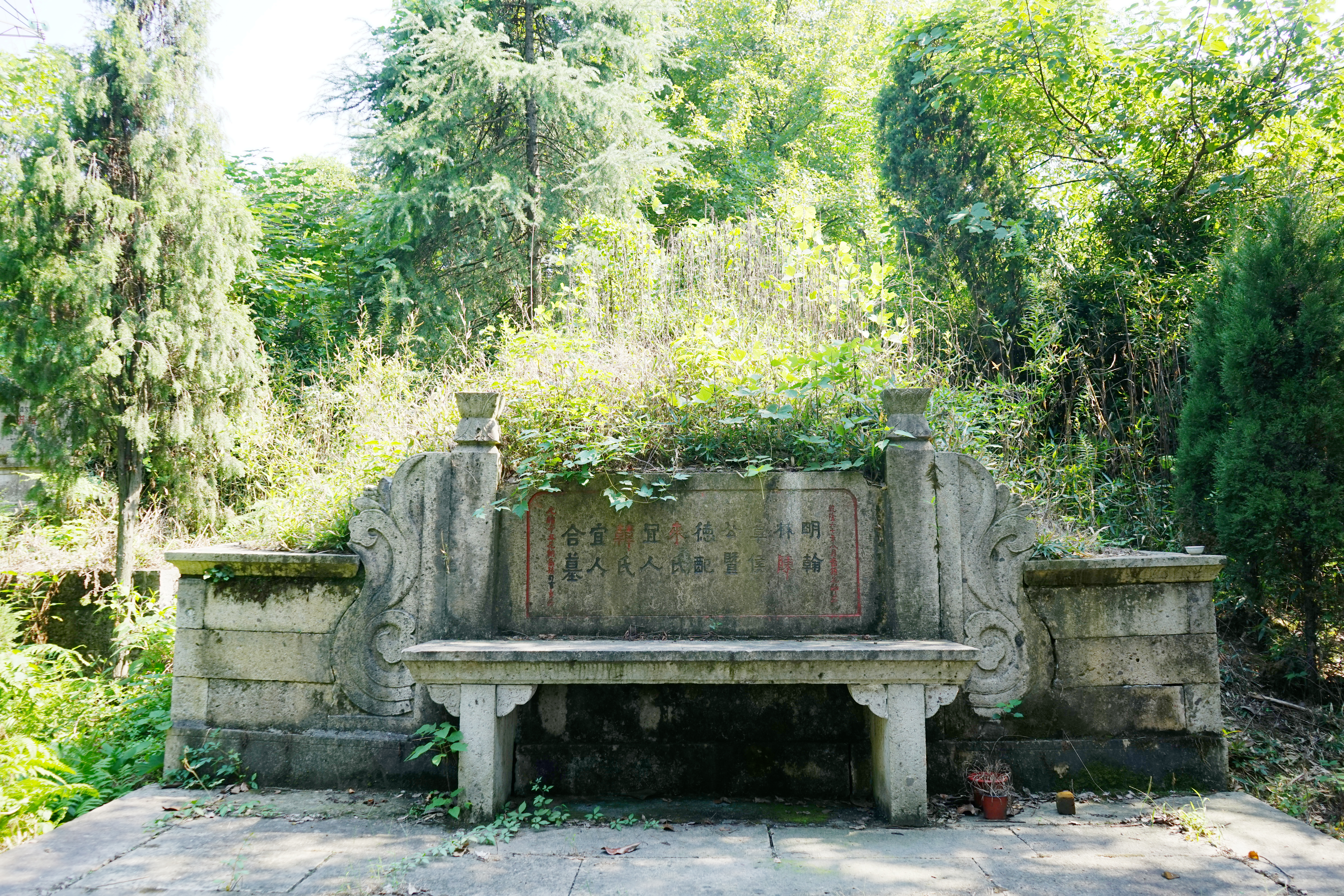
آرامگاه چن هونگ‌شو در شاوشینگ.
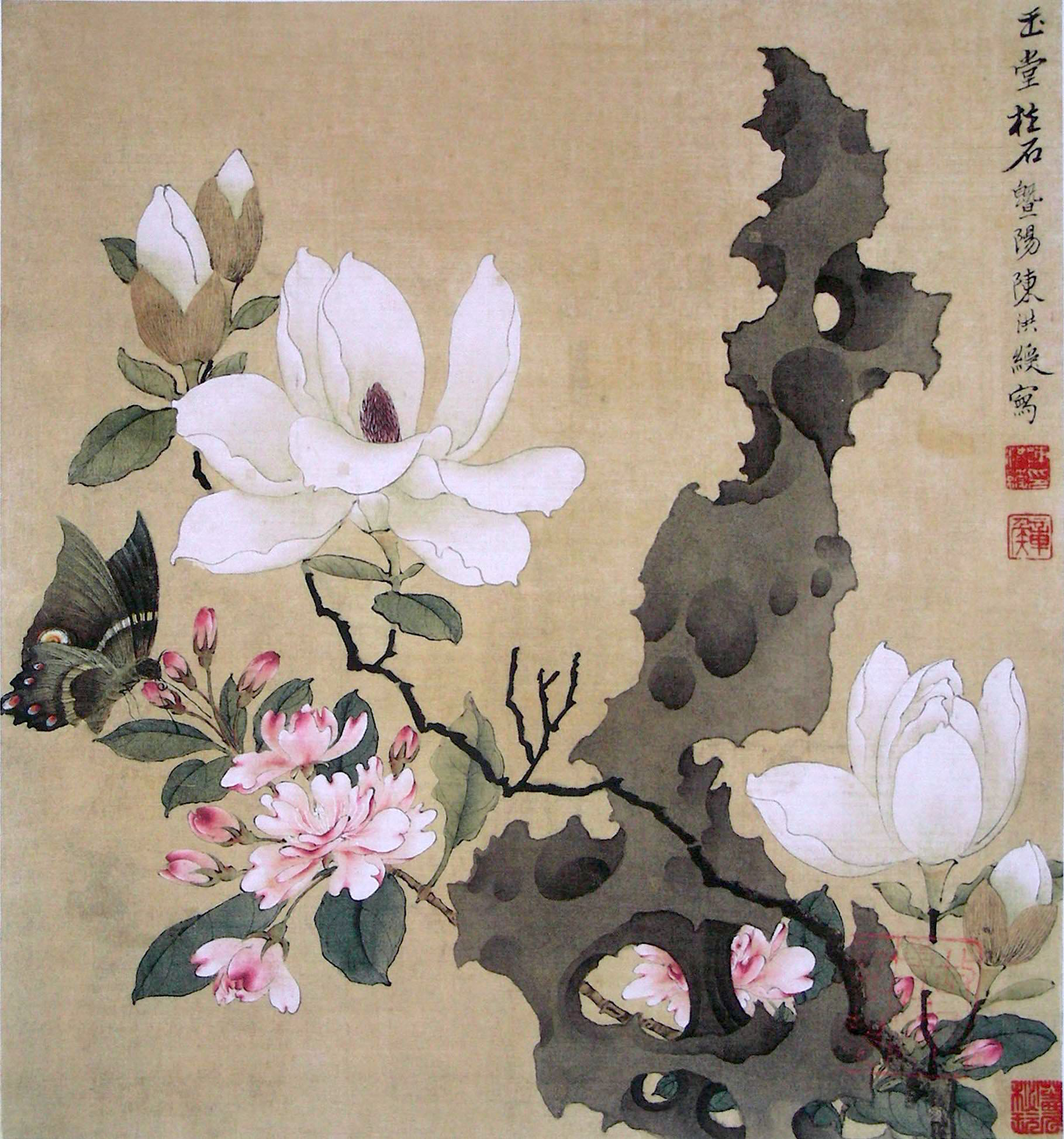
ماگنولیا و صخرهٔ عمود اثر چن هونگ‌شو، کاخ‌موزه، پکن.